# Henry Tiller
Henry Tiller, född 14 juni 1914 i Trondheim, död 4 maj 1999 i Trondheim, var en norsk boxare.
Tiller blev olympisk silvermedaljör i mellanvikt i boxning vid sommarspelen 1936 i Berlin.